# Fakulteta za javno upravo v Moskvi
Fakulteta za javno upravo v Moskvi (rusko Факультет государственного управления МГУ) je javna fakulteta, ki ponuja študij javne uprave in deluje v sklopu Moskovske državne univerze; ustanovljena je bila leta 1993.